# Topolino e i pellerossi
Topolino e i pellerossi (Pioneer Days) è un film del 1930 diretto da Burt Gillett. È un cortometraggio animato della serie Mickey Mouse, prodotto dalla Walt Disney Productions e uscito negli Stati Uniti il 5 dicembre 1930, distribuito dalla Columbia Pictures. Il film non è stato doppiato in italiano.

## Trama
Nel vecchio west, Topolino, Minni, Orazio Cavezza e Clarabella fanno parte di una carovana di coloni americani. Un indiano di vedetta scorge la carovana e, tornato al campo, si prepara per la battaglia con i guerrieri della tribù. Quella notte, dopo aver messo in cerchio i carri, i pionieri danzano "The Irish Washerwoman" e poi ascoltano un vecchio caprone che canta una resa emotiva di "Nelly Gray". Proprio in quel momento i pellerossa attaccano e scoppia la battaglia. Topolino e Minni riescono però a mettere in fuga i nemici facendo loro credere che la cavalleria si stia avvicinando, grazie a dei rametti e una bandiera fissati in fila su un tronco.

## Edizioni home video

### DVD
Il cortometraggio è incluso nel DVD Walt Disney Treasures: Topolino in bianco e nero.